# Andrzej Kolk
Andrzej Kolk (ur. 14 października 1939 w Bieżuniu, zm. 6 października 2020 w Warszawie) – polski entomolog, specjalista w zakresie ochrony lasów, radiesteta.

## Życiorys
W 1962 ukończył studia magisterskie na Wydziale Leśnym w Szkole Głównej Gospodarstwa Wiejskiego w Warszawie, a następnie został zatrudniony w Zakładzie Ochrony Lasu w Instytucie Badawczym Leśnictwa, gdzie przepracował 57 lat. W IBL w 1976 obronił doktorat, w 2001 uzyskał stopień doktora habilitowanego, a w 2007 nadano mu tytuł profesora. Od 1977 był kierownikiem Pracowni Entomologii Leśnej i Prognoz, w 1991 został kierownikiem Zakładu Ochrony Lasu i zajmował to stanowisko do 2009. Przewodniczył Komisji ds. Feromonów w Międzynarodowej Organizacji Biologicznego Zwalczania - Sekcji Wschodniej Palearktyki oraz Komisji Ochrony Zasobów Leśnych Polskiego Towarzystwa Leśnego, współzałożyciel i wieloletni prezes Stowarzyszenia Rzeczoznawców Radiestezji.
Pochowany na cmentarzu katolickim w Górze Kalwarii.

## Praca naukowa
Andrzej Kolk zajmował się entomologią leśną, biologią i ekologią szkodliwych owadów leśnych oraz badaniem dynamiki ich populacji. Na początku swojej kariery naukowej  zajmował się morfologią i bionomią zwójek w uprawach sosnowych, a następnie poddał szczegółowym badaniom relacje między parazytoidami a ich żywicielami, tj. zwójką sosnóweczką i skośnikiem tuzinkiem. Zaoowocowały one rozprawą doktorską pt. "Porównawcza analiza wybranych układów pasożyt-żywiciel u zwójki sosnóweczki - Rhyacionia buoliana Schiff. (Lepidoptera: Olethreutidae) i skośnika tuzinka - Exoteleia dodecella L. (Lepidoptera: Gelechiidae)" przygotowaną pod kierunkiem prof. dr hab. Mariana Nunberga (SGGW). W późniejszych etapach swojej kariery prowadził badania w kilku głównych kierunkach:
1)    wpływ różnych zabiegów gospodarczych, np. ścinki letniej, cięć pielęgnacyjnych, żywicowania sosny, na stan zdrowotny i sanitarny lasu;
2)     dynamika populacji gradacyjnych szkodników liściożernych ze szczególnym uwzględnieniem brudnicy mniszki i barczatki sosnówki;
3)     metody postępowania ochronnego w drzewostanach uszkodzonych przez czynniki biotyczne (gradacje foliofagów i kambiofagów) oraz abiotyczne (wiatr, okiść, pożar, powódź itp.);
4)     metody prognozowania występowania szkodliwych owadów leśnych;
5)     wykorzystanie feromonów i kairomonów w ochronie lasu.
Opracowywał pro-ekologiczne metody ochrony lasu przed szkodliwymi owadami, a szczególną uwagę poświęcił feromonom i kairomonom owadów leśnych, m.in. brudnicy mniszki, barczatki sosnówki, strzygoni choinówki, zwójki sosnóweczki, kornika drukarza, rytownika pospolitego, drwalnika paskowanego, cetyńca większego i szeliniaka sosnowca. Badania w tym zakresie były prowadzone w ścisłej współpracy z Zakładem Doświaczalnym Chemipan Instytutu Chemii Fizycznej i Instytutu Chemii Organicznej PAN. Zaowocowały one uzyskaniem 13 patentów i wzorów użytkowych na atraktanty i pułapki do odłowu owadów oraz rozpoczęciem produkcji i wdrożeniem do praktyki 10 atraktantów owadów leśnych. Tematyce tej poświęcona była praca habilitacyjna pt. „Feromony i kairomony wybranych owadów fitofagicznych sosny pospolitej (Pinus sylvestris L.) oraz możliwości ich wykorzystania w ochronie lasu”.
Jego dorobek naukowy obejmuje ponad 90 oryginalnych prac naukowych, ponad 200 publikacji naukowo-popularnych, doniesień i innych publikacji, w tym  monumentalnych atlasów: „Atlas ważniejszych szkodników wtórnych drzew iglastych" (1989) i „Atlas szkodliwych owadów leśnych" (1996). Brał udział w opracowaniu dla leśników licznych zaleceń, strategii, rekomendacji, instrukcji, w tym w kolejnych nowelizacjach Instrukcji ochrony lasu (1972, 1988, 2004, 2012). Kierował lub uczestniczył w realizacji ponad 160 projektów międzynarodowych i krajowych oraz w ponad 40 ekspertyzach, głównie na zlecenie administracji Lasów Państwowych. Za swój ogromny wkład w rozwój ochrony lasu uzyskał liczne nagrody Ministra Środowiska i dyrektora IBL, odznaczenia (patrz poniżej) oraz nagrodę im. Adama Loreta.

## Odznaczenia
- Srebrny Krzyż Zasługi (1977)
- Odznaka „Za zasługi” Województwa Suwalskiego (1985)
- Odznaka „Zasłużony dla Leśnictwa i Przemysłu Drzewnego” (1987)
- Złoty Krzyż Zasługi (1989)
- Srebrna Odznaka „Za zasługi dla ochrony środowiska i gospodarki wodnej” (1990)
- Srebrna Odznaka Honorowa Polskiego Towarzystwa Leśnego (1992)
- Złota Odznaka Honorowa „Za Zasługi dla Ochrony Środowiska i Gospodarki Wodnej",
- Krzyż Kawalerski Orderu Odrodzenia Polski (2004)